# Kabalo
Kabalo è un centro abitato della Repubblica Democratica del Congo, situato nella Provincia di Tanganyika, con una popolazione di 29 833 abitanti.